# Бад-Ібург
Бад-Ібург (нім. Bad Iburg) — місто в Німеччині, розташоване в землі Нижня Саксонія. Входить до складу району Оснабрюк.
Площа — 36,44 км2. Населення становить 10 559 ос. (станом на 31 грудня 2021).